# Dolor a la palpació
En medicina, el dolor a la palpació és un dolor o malestar que es produeix quan es toca una zona afectada. No s'ha de confondre amb el dolor que sent el pacient sense tocar-lo, que és el dolor genèric percebut directament pel pacient tot sol, mentre que el dolor a la palpació és un signe (reacció) que ha estat causat pel metge actuant sobre el pacient.
Es produeix quan una part del cos s'ha lesionat i queda sensible, mostrant dolor quan es palpa, és un dolor físic que es pot descriure amb diferents nivells d'intensitat (suau, fort, agut, etc.).
Es pot produir quan els músculs estan inflamats, ja sigui per estrès físic o per resposta immunitària. De vegades també és possible que es generi en fer certs tipus d'exercicis, si són activitats que poden causar estrès i tensió muscular.

## Dolor referit
Hi ha punts dolorosos a la palpació en zones molt sensibles d'un múscul que sent doloroses al tacte poden causar un dolor que es pot sentir en una altra zona del cos, anomenat en aquest cas, dolor referit.